# Un ciclone in casa
Un ciclone in casa (Bringing Down the House) è un film del 2003 diretto da Adam Shankman. Tra i principali interpreti figurano Steve Martin e Queen Latifah.

## Trama
Peter Sanderson è un avvocato che ha sempre anteposto il lavoro alla famiglia finendo così col separarsi dalla moglie Kate con cui ha avuto i figli Sarah (15 anni) e Georgey (8 anni); è talmente preso dal lavoro che non riesce nemmeno a portare i figli alle Hawaii nel weekend come aveva promesso loro. Su una chat, inizia a stringere amicizia con Charlene Morton, un'affascinante avvocatessa bionda, che apparentemente sembra una donna interessante. I due decidono così di incontrarsi una sera a casa di Peter e l'uomo scopre che Charlene in realtà è una donna di colore evasa dal carcere dove era stata rinchiusa per rapina a mano armata e in cerca di un avvocato che possa dimostrare la sua innocenza.
Peter, scioccato nel rendersi conto che la donna non è come se l'aspettava, decide di cacciarla, ma la ragazza non ha alcuna intenzione di andarsene e così Peter è costretto ad ospitarla creando però scompiglio organizzando una festa in casa di Peter senza il suo consenso alla quale partecipano anche i figli dell'avvocato che stringono presto amicizia con Charlene, che entra invece in conflitto con Ashley, sorella di Kate, arrivando persino a lottare selvaggiamente in un bagno pubblico in cui Charlene riesce a mettere ko Ashley. A quel punto, pur di liberarsi della donna, Peter accetta il caso mentre Charlene cerca di aiutare Peter a riconquistare la ex moglie; tutto ciò mentre Peter, con il suo collega Howie Rottman, sta per fare un accordo promessa per Virginia Arness, sua cliente.
Charlene riesce anche a far leggere Georgey (che aveva problemi nella lettura) e a vendicare Sarah da un ragazzo che aveva cercato di molestarla ad una festa. Grazie a Charlene, Peter riesce a divertirsi ad una festa con Charlene in cui si scatena tirando fuori l'uomo che c'è in lui; alla festa c'è anche Ashley e Kate; questa sembra essere attratta dall'ex marito ma le donne li evitano poiché Ashley era stata aggredita da Charlene. Quella notte, Charlene incontra Widow, un suo ex fidanzato che gli parla di nuove prove che potrebbero incriminarla ma vengono uditi da Peter, che pensa stiano progettando un altro crimine.
La sera successiva, la signora Arness viene invitata per cena a casa di Peter dove Charlene si finge tata dei bambini ma poco dopo ad un notiziario, scoprono la verità su Charlene e così lei viene cacciata. Il giorno successivo alla sua ditta Peter, temendo che il suo capo sta per licenziarlo, si rende conto che Arness non ha chiamato la polizia, ma l'FBI; allora Peter si affretta a salire in auto ma scopre Widow che lo minaccia affinché non riapra il caso di Charlene e che non la frequenti. Ormai Peter ha infatti capito che Charlene è innocente e che era stata vittima di un raggiro da parte di Widow. Peter cerca di raggiungere Charlene e Sarah dice al padre che Charlene ha il suo cellulare e così lui la chiama con il suo telefono di casa e raggiunge il locale dove si trova Widow e qui, travestito per non essere riconosciuto, raggiunge Widow che manda le sue guardie del corpo per cacciare Peter ma in quel momento arrivano Howie e Charlene che salvano Peter mentre la donna chiama l'FBI.
Nasce una colluttazione in cui Howie apre una sparatoria seminando il panico tra la gente che fugge dal locale mentre la pistola finisce di nuovo a Widow che spara a Charlene mentre Howie, inferocito, si accanisce su Widow mentre Peter soccorre Charlene che è rimasta illesa poiché il proiettile ha preso il telefono salvandole la vita mentre Widow e le sue guardie del corpo vengono arrestati. Dopo questa esperienza, la signora Arness non vuole più Peter, ma lui, accompagnandola ad una cena tutta la notte, riesce a farsi riassumere. Il giorno successivo, Peter lascia lo studio e ne apre uno tutto suo a casa sua avendo Howie come socio e nella casa lavora anche Charlene, ora divenuta fidanzata di Howie mentre Peter si riconcilia con Kate; da quel momento, Peter resterà di più in famiglia.

## Produzione
Il film è stato prodotto dalla Touchstone Pictures, in collaborazione della Hyde Park Films, mentre la colonna sonora è stata eseguita dalla Hollywood Records. Le scene sono state girate principalmente a Pittsburgh (stato del Pennsylvania), Los Angeles, Pasadena, Whittier e Santa Monica, tutti nello stato della California. Il budget per il film ammonta a circa 33000000 $.

## Riconoscimenti
- 2004 - MTV Movie Awards
  - Nomination Miglior performance femminile a Queen Latifah
  - Nomination Miglior sequenza di ballo a Steve Martin
  - Nomination Miglior combattimento a Queen Latifah e Missi Pyle
- 2003 - Teen Choice Awards
  - Miglior attrice in un film commedia a Queen Latifah
  - Nomination Miglior commedia
  - Nomination Miglior sibillo a Steve Martin
  - Nomination Miglior alchimia a Queen Latifah e Eugene Levy
  - Nomination Miglior combattimento/sequenza d'azione (Lotta tra le ragazze)
  - Nomination Miglior rivelazione femminile a Queen Latifah
- 2003 - BET Awards
  - Miglior attrice a Queen Latifah
- 2003 - BMI Film & TV Award
  - Miglior colonna sonora a Lalo Schifrin
- 2003 - Golden Trailer Awards
  - Nomination Miglior commedia
- 2004 - Image Award
  - Nomination Miglior attrice a Queen Latifah
- 2004 - Kids' Choice Awards
  - Nomination Miglior attrice a Queen Latifah
- 2004 - BET Comedy Awards
  - Nomination Miglior film box office
  - Nomination Miglior attrice in un film box office a Queen Latifah
- 2004 - Black Reel Awards
  - Nomination Miglior attrice a Queen Latifah

## Tagline
- Everything he needed to know about life, she learned in prison.
- Bring it. March 7.

## Distribuzione
La pellicola è stata distribuita in diversi paesi con titoli e date differenti: Negli Stati Uniti il film è stato vietato ai minori di 13 anni.
- USA 7 marzo 2003 Bringing Down the House
- Italia 20 giugno 2003 Un ciclone in casa
- Germania 17 luglio 2003 Haus über Kopf - Betreten auf eigene Gefahr
- Francia 6 agosto 2003 Bronx à Bel Air
- Australia 3 aprile 2003 Bringing Down the House
- Giappone 18 ottobre 2003 女神が家にやってきた
- Spagna 11 luglio 2003 Se montó la gorda

## Accoglienza
Il film nel primo week-end di apertura negli USA guadagna $ 31.101.026, £ 1.133.139 nell'isola britannica e € 270.490 in Italia. In totale in patria guadagna $ 132.541.238, in Gran Bretagna £ 3.484.651 e € 1.704.769 in Italia; nel resto del mondo arriva a $ 31.955.288, per un totale di $ 164.729.679.